# Basztarnák
A basztarnák (ógörögül: Βαστάρναι vagy Βαστέρναι [basztarnai, baszternai], latinul: bastarnae) a germánok közé tartozó ókori nép, amelyet az i. e. 200 körüli időktől ismerünk az Al-Duna vidékén. A Dnyeszter és a Prut térségéből hullámokban törtek elő és keltek át a Dunán. Az írott történelembe a Boirebisztasszal megalakuló dák állam kapcsán kerülnek. Az antik források változóan adják meg rokonságukat, germánnak, keltának, gétának vagy szkítának tartják őket. A Szeret mentén megtelepedő régészeti emlékanyagukat Poianești–Lukaševka-kultúra néven ismerjük.
Első korabeli említéseik az istropolisi csata kapcsán találhatók, amelynek során i. e. 61-ben a rómaiak olyan vereséget szenvedtek tőlük, hogy még hadijelvényeiket is elveszítették. VI. Mithridatész pontoszi király halála utáni időszakban a Római Birodalom macedoniai helytartója, Caius Antonius Hybrida által elfoglalt fekete-tengeri görög gyarmatvárosokat próbálták elfoglalni, és Hübrida városánál meg is verik a római helytartót i. e. 61-ben. Egyes vélemények szerint ezek a basztarnák már vagy Boirebisztasz államának részei, vagy annak szoros szövetségesei voltak. Ennek alapján valószínűleg rájuk vonatkozik a Mithridatésszel kapcsolatban említett „legvitézebb szövetséges” jelző.
Boirebisztasz uralkodása után az első feltehető említésük Marcus Vinicius győzelmi feliratán a részekre szakadt dákság cotini (kotinok, cotinusok) törzsében található meg. Történeti szempontból jelentős említéseik Pliniusnál (IV 81) és Tacitusnál (Germ.46) olvashatók.
V. Philipposz és Perszeusz makedón királyok felhasználták a basztarna erőket a balkáni dardánok és a rómaiak ellen. I. e. 29–28-ban Crassus leverte őket, és a Duna jobb partját megtisztította. Ettől kezdve mint Róma alávetett szövetségeseit tartják őket számon. Adamklissiben tárták fel azt az emlékművet, amelyet Augustus állíttatott annak emlékére, hogy a basztarna veszély elmúlt.
A basztarnák a 2. század folyamán csatlakoztak ahhoz a gót–germán szövetséghez, amely a római limest ostromolta. Ekkortól lassan beolvadtak a szövetséges népek közé. Probus császár a még megmaradt, mintegy százezer basztarnát átköltöztette a Dunán Trákia provinciába. Ekkor a keleti Kárpátokat néha Bastarna-Alpoknak is nevezték (Alpes Basternicae).
Diocletianus császár Pannoniában telepítette le őket. A basztarnák a germán népek közé tartoztak, s az elsők között vándoroltak a Balti-tengertől a Fekete-tengerig.